# Berdi Şamyradow
Berdi Şamyradow (russisch Берды Шамурадов, Berdy Schamuradow; * 22. Juni 1982 in Aschchabad, Turkmenische SSR, Sowjetunion) ist ein ehemaliger turkmenischer Fußballspieler.

## Karriere

### Verein
Berdi Şamyradow spielte in seiner Karriere für die heimischen Erstligisten Ahal FK, HTTU Aşgabat, FC Aşgabat, Altyn Asyr FK und gewann mit diesen insgesamt neun nationale Titel. Anfang 2005 wechselte er außerdem für ein halbes Jahr zum Aserbaidschanischen Erstliga-Aufsteiger FK Karvan Yevlax und erreichte dort am Saisonende den 3. Platz.

### Nationalmannschaft
Von 2008 bis 2015 absolvierte Şamyradow insgesamt 24 Partien für die turkmenische A-Nationalmannschaft und erzielte dabei zehn Treffer.

## Erfolge
- Turkmenischer Meister: 2005, 2006, 2009, 2013, 2014
- Turkmenischer Pokalsieger: 2006
- Turkmenischer Superpokalsieger: 2005, 2009, 2013

## Als Trainer
In der Saison 2020 war Şamyradow Co-Trainer des heimischen Erstligisten Nebitçi FT.